# Rudno (Ostróda)
Rudno (deutsch Rauden) ist ein Ort in der polnischen Woiwodschaft Ermland-Masuren. Er gehört zur Gmina Ostróda (Landgemeinde Osterode in Ostpreußen) im Powiat Ostródzki (Kreis Osterode in Ostpreußen).

## Geographische Lage
Rudno liegt am Poburzener Wasser (polnisch Poburzanka) im Westen der Woiwodschaft Ermland-Masuren, zehn Kilometer südlich der Kreisstadt Ostróda (deutsch Osterode in Ostpreußen).

## Geschichte
Der 1328 erstmals erwähnte Ort Ruden wurde nach 1480 Rausen, im 16. Jahrhundert Rayden und vor 1785 Raudensee genannt. Er bestand aus ein paar mittleren Höfen und wurde 1874 als Landgemeinde Rauden in den neu errichteten Amtsbezirk Groß Nappern im Kreis Osterode in Ostpreußen eingegliedert.
Im Jahre 1910 zählte Rauden 153 Einwohner. Ihre Zahl verringerte sich bis 1933 auf 139 und betrug 1939 noch 134.
Im März 1945 annektierte die Volksrepublik Polen Rauden mit dem gesamten südlichen Ostpreußen. Das Dorf erhielt die polnische Namensform „Rudno“ und ist heute mit dem Sitz eines Schulzenamts (polnisch Sołectwo) eine Ortschaft innerhalb der Landgemeinde Ostróda (Osterode i. Ostpr.) im Powiat Ostródzki (Kreis Osterode in Ostpreußen), bis 1998 der Woiwodschaft Olsztyn, seither der Woiwodschaft Ermland-Masuren zugehörig.

## Kirche
Bis 1945 war Rauden in die evangelische Kirche Groß Schmückwalde (polnisch Smykowo) in der Kirchenprovinz Ostpreußen der Kirche der Altpreußischen Union, außerdem in die römisch-katholische Kirche Osterode i. Ostpr. (polnisch Ostróda) eingepfarrt.
Heute gehört Rudno evangelischerseits zur Kirchengemeinde Ostróda in der Diözese Masuren der Evangelisch-Augsburgischen Kirche in Polen sowie katholischerseits zur Pfarrei Brzydowo (Seubersdorf) mit der Filialkirche Smykówko (Klein Schmückwalde) im Erzbistum Ermland.

## Verkehr
Rudno ist er Endpunkt einer Nebenstraße, die von Smykowo (Groß Schmückwalde) an der Kreisstraße (polnisch Droga powiatowa (DP)) über Jankowiec (Jonasdorf) nach hier führt. Eine Anbindung an den Bahnverkehr besteht nicht.